# Intruzivní hornina

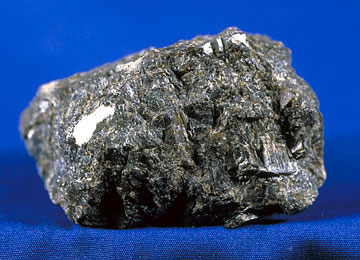
Hlubinná magmatická hornina – gabro

QAPF klasifikační diagram plutonických hornin

Intruzivní hornina, hlubinná, případně plutonická hornina, je označení vyvřelé horniny, která utuhla pod povrchem Země, v kůře. Nejčastěji se vyskytující intruzivní horninou je granit.
Intruzivní horniny se dále dělí na:
- hlubinné – utuhnuté ve větších hloubkách (obvykle jsou rovnoměrně zrnité a tvoří tělesa větších rozměrů)
- žilné – tvoří výplně žil (tělesa menších rozměrů a obsahují minerální zrna různých velikostí, jakož i příměsi nekompaktabilních prvků, jako bor, fluor, aj.)

Struktury, vytvořené intruzemi, nabývají různé rozměry od malých žil, až po obrovská tělesa (nazývaná plutony). Když utuhnou pod povrchem, jejich tvar a velikost se zjišťuje nepřímo různými geofyzikálními metodami, případně jsou pozorovatelné při erozi nadloží. Podle velikosti a tvaru se dělí na:
- Batolity – tělesa obrovských rozměrů a nepravidelných tvarů
- Lakolity – menší tělesa hřibovitého tvaru, umístěné rovnoběžně mezi vrstvami starších hornin
- Dajky – svislá, úzká tělesa
- Silly – vodorovně orientovaná, tenká, plochá tělesa
- Neky – svislá tělesa téměř kruhového průřezu, výplně vulkanických komínů

## Klasifikace
Intruzivní horniny jsou všeobecně dobře vykrystalizované, jednotlivá minerální zrna se dají dobře identifikovat. K jejich klasifikaci se používá trojúhelníkový QAPF diagram, jehož vrcholy tvoří definované minerály: křemen, ortoklas a plagioklas, popřípadě, pokud je křemen přítomen jen v akcesorickém množství, tak foidy. Do kterého pole v trojúhelníku se promítne obsah minerálů, podle toho je hornině přiřazen název (viz obrázek).
Tento diagram není možno použít ke klasifikaci hornin s obsahem mafických minerálů větším než 90 % (peridotity, dunity, aj.) Tehdy se používají jeho modifikace s odlišnými minerály ve vrcholech trojúhelníku.